# Циллінгталь
Циллінгталь (нім. Zillingtal) — політична громада в політичному окрузі Айзенштадт-Умгебунг федеральної землі Бургенланд, в Австрії.
Циллінгталь лежить на висоті  231 м над рівнем моря і займає площу  13,1 км². Громада налічує 926 мешканців. 
Густота населення 71/км².  
|                                      |
| Циллінгталь на мапі округу та землі. |

 Адреса управління громади: Landstraße 3,  7034 Zillingtal. 

## Демографія
Історична динаміка населення міста за даними сайту Statistik Austria

## Виноски
1. ↑  Dauersiedlungsraum der Gemeinden Politischen Bezirke und Bundesländer - Gebietsstand 1.1.2018 — Статистичне управління Австрії.
2. ↑  Статистичне управління Австрії Bevölkerung am 1.1.2021 nach Ortschaften (Gebietsstand 1.1.2021)
3. ↑   www.zillingtal.eu
4. ↑  Gemeindedaten von Zillingtal

| Австрія | Це незавершена стаття з географії Австрії. Ви можете допомогти проєкту, виправивши або дописавши її. |